# Heinrich von Ferstel
Heinrich von Ferstel (ur. 7 lipca 1828 w Wiedniu, zm. 14 lipca 1883 w Grinzing) – austriacki architekt, przedstawiciel historyzmu, jeden ze współtwórców architektury Wiednia z drugiej połowy XIX wieku.

## Życiorys
Pochodził z rodziny urzędniczej, jego ojciec pracował w banku. Po wielu wahaniach, jaką dziedzinę sztuki obrać, ostatecznie zdecydował się na studia architektury na Akademii Sztuk Pięknych w Wiedniu pod kierunkiem takich profesorów jak: Eduard van der Nüll, August Sicard von Sicardsburg czy Rösner.
Za uczestnictwo w Wiośnie Ludów w 1848 r. przez wiele lat był dyskryminowany przez władze. W tym trudnym okresie wielką pomocą okazał się wuj Friedrich August von Stache, który zatrudnił go w swojej pracowni konserwatorskiej. Ferstel wykonał w niej m.in. ołtarz dla kaplicy św. Barbary w katedrze św. Szczepana w Wiedniu i współpracował przy restauracji licznych zamków, głównie w Czechach. Podróżował także do Niemiec, Belgii, Holandii i Anglii. Podczas tych podróży interesował się głównie romantyzmem.
W 1854 r. został wysłany jako stypendysta do Włoch. Tam zachwycił się renesansem, przede wszystkim twórczością Donato Bramantego. W tym okresie zaczął używać polichromii przy wykonywaniu dekoracji w stylu graffito oraz terakotę. Sposób ten, adaptowany z wczesnego renesansu, został później przez niego użyty przy budowie Muzeum Austriackiego.
W 1855 r., jeszcze podczas swego pobytu we Włoszech, jego projekt Kościoła Wotywnego w Wiedniu zdobył, spośród siedemdziesięciu czterech innych prac, najwyższą nagrodę. Kościół zbudowano w latach 1856–1879, pod jego osobistym nadzorem. Wkrótce po jego śmierci właśnie ten kościół został zaproponowany przez Sir Tattona Sykesa jako model dla nowej katedry Westminster w Londynie.

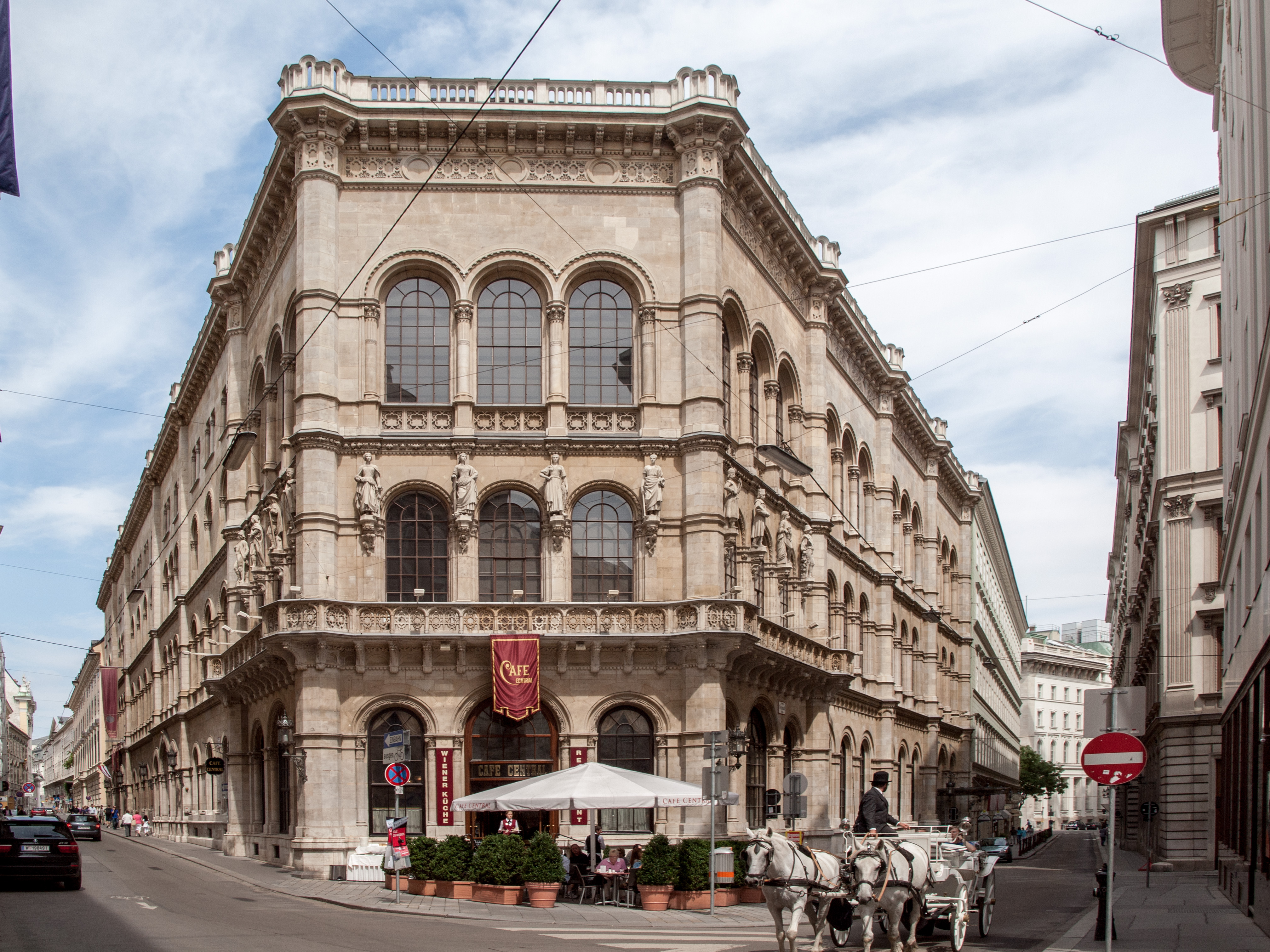
Palais Ferstel w Wiedniu

Okres rozkwitu Wiednia pozwolił Ferstelowi, a także Rudolfowi Eitelbergerowi, na szeroką realizację swoich artystycznych idei. Zaprojektował i zrealizował on wtedy wiele willi i rezydencji w Wiedniu i morawskim Brnie. Najważniejszym jednak jego dziełem z tego okresu jest tzw. Palais Ferstel, gmach mieszczący Wiedeńską Giełdę Papierów Wartościowych, Bank Austro-Węgierski i słynną kawiarnię Café Central, zbudowany w stylu wczesnego renesansu w latach 1855–1860.

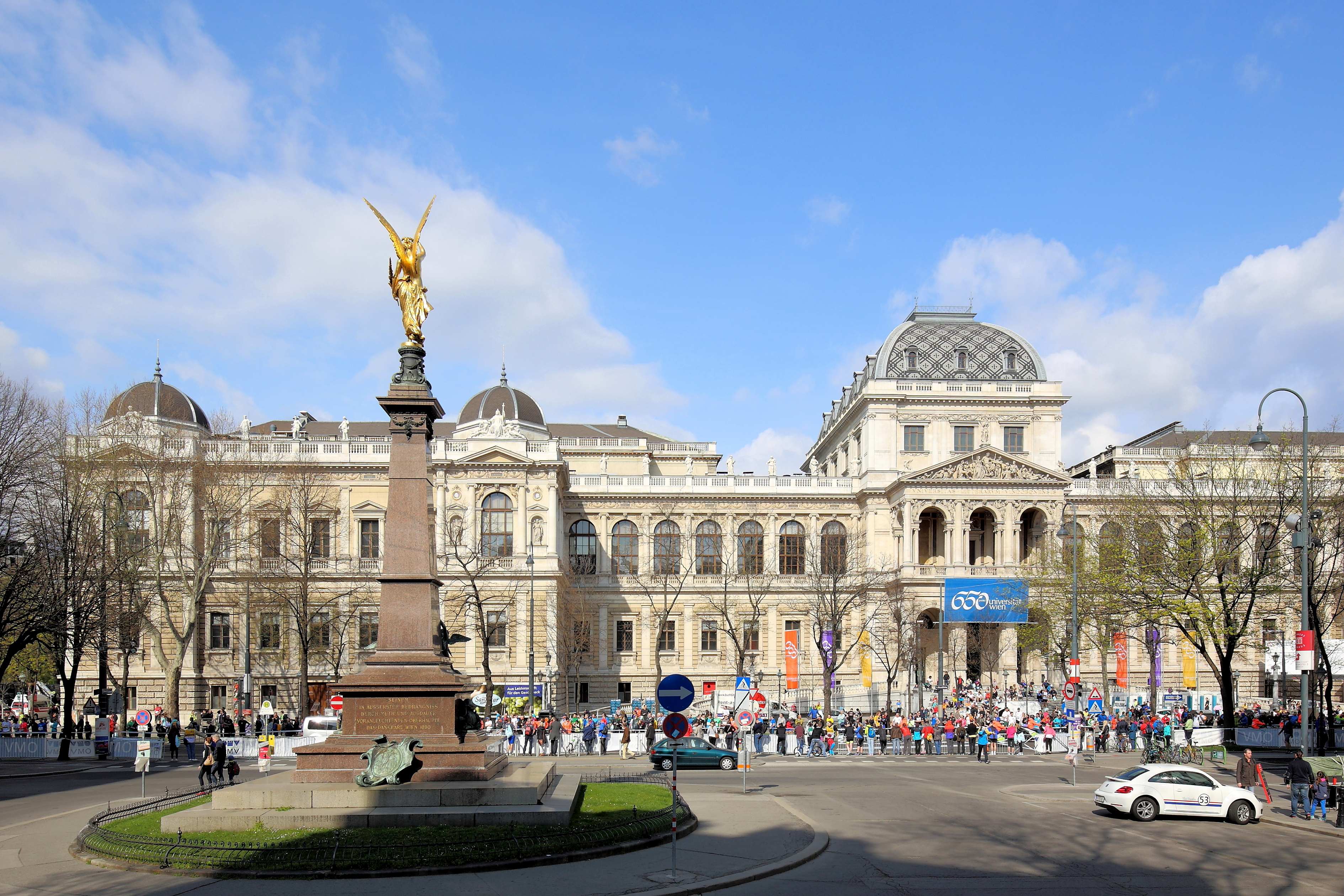
Uniwersytet Wiedeński

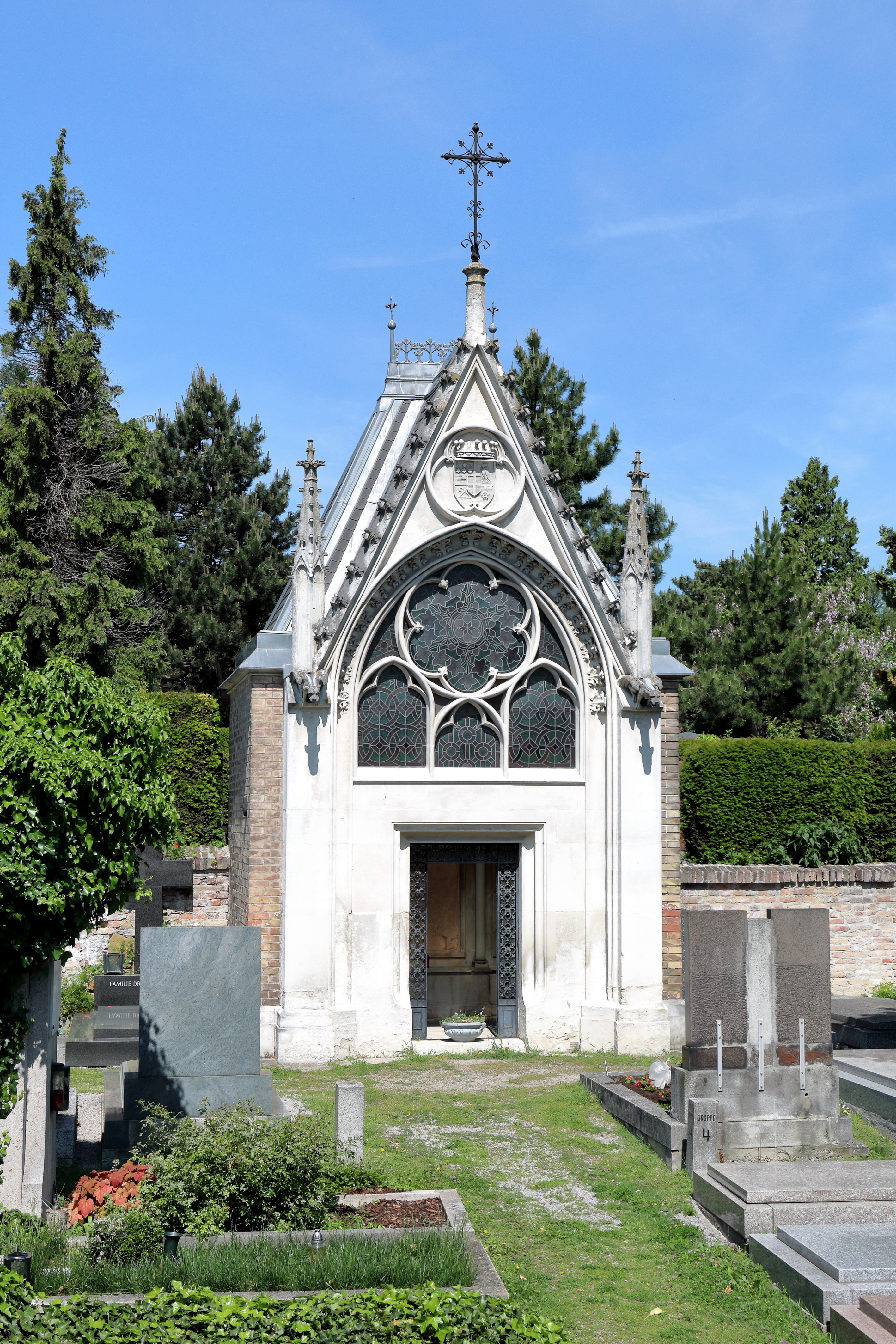
Grobowiec Heinricha von Ferstla na cmentarzu w Grinzing

Do najokazalszych budowli zaprojektowanych przez Ferstela w późniejszym okresie (pomijając kościół w czeskim Szanowie, dzisiejszej dzielnicy Cieplic, zaliczany jeszcze do jego wcześniejszej działalności) należą: pałac arcyksięcia Ludwiga Wiktora Habsburga, pałac zimowy w Klessheim, pałac księcia Jana II Dobrego w Rossau (dzisiejszej dzielnicy Wiednia), pałac należący do towarzystwa żeglugowego Österreichischer Lloyd w Trieście, a także Austriackie Muzeum Sztuki Użytkowej z arkadowym dziedzińcem (1871). W latach 1871–1884 według projektu Heinricha von Ferstela powstał gmach Uniwersytetu Wiedeńskiego. Ferstel był również autorem projektu przebudowy w stylu neogotyckim Kościoła Zbawiciela w Bielsku-Białej, która miała miejsce w latach 1881–1882, wykonał także projekt Reichstagu w Berlinie, który nie zdobył nagrody z powodu błędu technicznego w projekcie.
W 1866 r. został mianowany na profesora Politechniki Wiedeńskiej, a w 1871 r. powołany przez rząd na głównego inspektora prac publicznych. W roku 1879 cesarz Franciszek Józef I nadał mu tytuł Wolnego Pana (Freiherr) .
Miał żonę Lotte i szóstkę dzieci. Zmarł w 1883 r. we wsi Grinzing i został pochowany na tamtejszym cmentarzu.